# Kapela sv. Križa, Križevci
Kapela sv. Križa je bila kapela v kraju Križevci v Prekmurju in bi danes pripadala občini Gornji Petrovci, vendar je kapela porušena.

## Zgodovina kapele
O kapeli sv. Križa v Križevcih vizitacijski zapisnik iz leta 1627 pravi, da pripada k svetem Benediktu. 
Prvotna kapela je bila podružnica Gornjih Petrovcev, s katerimi je bila v srednjem veku povezana po zemljiški gosposki.

## Poročilo iz leta 1698
»Kapela je v sami vasi, posvečena povišanju svetega Križa. Okoli kapele je pokopališče. Cerkvica je s skodlami pokrita. Stolp je zidan in v njem sta dva zvona; je tudi krit s skodlami. V ladji je lesen strop, tudi kor in prižnica sta lesena. Svetišče je obokano in v njem je kamnita menza, ki služi za oltar. Kapela ima travnik za dva voza sena, ki je na severni strani kapele. V Kuštanovcih je lesen zvonik z enim zvonom.«
Po pripovedovanju starejših župljanov je kapelo v Križevcih leta 1872 ali 1873 dal razdreti nedelski provizor Karel Fodor in material porabil za zidavo gospodarskega poslopja pri novem župnišču v Gornjih Petrovcih.